# AD Studio
Az AD Studio a 90-es évek egyik meghatározó zenekara. Az együttes tagjai (Auguszt Bárió, Goodwill György, Földes Jimmy) már a nyolcvanas évek végén ismerték egymást. Menedzserük Vida Viktor volt, aki jó érzékkel fogta meg a zenekar tehetségében rejlő lehetőségeket, valamint ismertette össze őket későbbi mentorukkal és művészeti vezetőjükkel, Szikora Róberttel.

## Története
Az AD Stúdió egy ismert és népszerű magyar pop-rock együttes, Magyarország első olyan fiúcsapata, amely a színpadon először, zenélt, énekelt és táncolt, utat törve ezzel, a kilencvenes évek későbbi, már producerek által kreált, profit-orientált fiúzenekar-formációi előtt, sőt mintha már előre ki is gúnyolva azokat vagy akár önmagukat.
Az A.D. Stúdiót Goodwill György alapította 1986-ban Budakalászon, amolyan garázszenekarként, amely a kezdeti időkben punk rockot, korai new wave zenét játszott, de az együttes első, kezdeti sikerei csak a későbbi évek folyamán, Auguszt Bárió énekes - zeneszerző (a Tini-sztár kerestetik vetélkedő győztese) 1989-es belépésével jelentkeztek. Őt Sík Olga énektanár ajánlotta az együttes figyelmébe.
Hivatalosan az 1990-ben a Magyar Rádió Petőfi adóján futó Poplabor című zenei tehetségkutató, beszélgetős műsorában tűntek fel. Felfedezőik Molnár Éva és Buza Sándor rádiós szerkesztők. Első dalaikat később a Danubius Rádió kezdte játszani. 1990-ben a boglárlellei pop-rock gálán Álmaimban Amerika című dalukkal az első helyen végeztek. Innen egyenes út vezetett a Magyar Televízió által 1991-ben megrendezett, élőben közvetített, zenei tehetségkutatóig, a Popfesztiválig. Valami nagy szerelem című dalukkal, mint közönségdíjasok az első helyre kerültek, összesített pontszámaik alapján szakmai második helyezést értek el. A díj és a helyezés értékét növeli, hogy 1991-ben Magyarországon csak egyetlen televízió működött.
A két sikerszám és akkori mentoruk és művészeti vezetőjük, Szikora Róbert segítsége megalapozta az album meleg fogadtatását. Az album még abban az évben megjelent, Álmaimban Amerika címmel, és több mint egymillió példányban kelt el. A címadó szerzemény dalszövege a rendszerváltás egyik legnépszerűbb szófordulatává vált, mind szakmai, mind a közönség körében. A dal szövegírója, Goodwill György szórakoztatóan könnyed, cinikus, és önironikus humorba „csomagolva” láttatja Amerika illuzórikus arcát.
Az együttes 1992 tavaszán létrehozta saját kiadóját, a Quattro Recordsot. Shakespeare, vagy amit akartok című második, illetve Revolver nélkül című harmadik nagylemezüket már saját kiadójuknál jelentették meg. Ezeket a közönség összesen közel 500 ezer példányban vásárolta meg.
Az A.D. Studio a kilencvenes évek második felében átmenetileg leállt, a tagok inkább a maguk útját járták, külön-külön, különféle projektekben. Goodwill televíziós szerkesztő rendezői szakon végzett. Rövid ideig reklámfilmeket írt és rendezett, különböző lapokba írt, előadóként, szövegíróként, kezdő zenészpalántáknak segített, vagy éppen aktuális sztárzenekaroknak írt. Ez az időszak a későbbi, meghatározó Goodwill-dalszövegek szempontjából rendkívüli jelentéssel bír. Írásaiban itt jelenik meg először felvállaltan az ezoterika, az etno, de írt operettet a rockon belül, s független operaimprovizációra is szabad verset.
Auguszt Bárió ebben az időszakban reklám zenéket szerzett, valamint másoknak írt dalokat, így Vincze Lillának és zenei producere, zeneszerzője volt Bacsek Harmónika István albumának is.
1998-ban az együttes új kiadókkal szerződött, és 2000-ig további három nagylemezt jelentetett meg. 1998-ban egy válogatásalbummal tértek vissza, amely abban az évben, reklám híján még nem váltott ki különösebb visszhangot, az Álmaimban Amerika… című dal újrakevert változata kapott csak publicitást; azonban az ezt követő, 1999-ben kiadott Páratlan páros című lemez, és a 2000-ben kiadott A Nap szerelmese album, valamint ennek egy dala, a Nyári eső az együttest ismét országos hírűvé tette. A Páratlan párost megelőzően szerzőtársával, Auguszt Bárióval szinte teljesen elvonultak a világtól. A somogyi dombok között lelték meg az új hangot, amely egyben meghozta az AD Stúdió számára a sikert. A különc szövegíró életében először fordult elő, hogy csaknem kompromisszumok nélkül írhatott sikerdalt a nyilvánosságnak.
Stílusváltásuk a rockzene irányába itt már véglegesnek tűnik, dalaik az új generáció felé is utat törtek. A Nap szerelmese album verssel indul, a dalok között is hallhatóak Goodwill versei neves magyar színészek (Jordán Tamás, Bács Ferenc, Gáti Oszkár) előadásában. Auguszt Bárió énekes-dalszerző ezen albumon mutatta meg idáig kevésbé ismert oldalát, a festészetet. Az album belső borítóin egy-egy festménye látható.
Ezt követően az A.D. Studio pályáján hétéves szünet következett, s csak 2008-ban kezdtek új stúdióalbum felvételeibe. Ekkor jelent meg eddigi utolsó lemezük, Immigrants címmel. Zenéjük elmélyültebb és összetettebb lett, sokat változott, „finomodott” dalaik hangulata. Az Egyetlen perc című slágerrel ismét a toplisták élmezőnyébe kerültek. Az Immigrants album promóciója azonban messze elmaradt a várakozástól. Ezért kiadójuk és menedzsmentjük rosszul megválasztott „retro” típusú promóciós kampánya okolható, amelyben az együttes felvállaltan nem vett részt. Csak a címadó Immigrants dal aratott sikert, amely Csupó Gábor egész estés animációs rajzfilmjének főcímdala lett – a filmet Magyarországon Immigrants – Jóska menni Amerika címmel mutatták be, külföldön Immigrants (L.A. Dolce Vita) címen forgalmazták. Ezt leszámítva szinte alig kapott publicitást a lemez. A dalhoz készült magyar és angol nyelvű, animációs és élő technikai elemeket is felvonultató, Csupó Gábor által rendezett videóklipet a magyar zenetévék nem játszották, azonban a Music Television és más amerikai zenetévék többször is.
Szintén 2008 - ban Auguszt Bárió kitalálta és megszervezte az ÉLETED DALA országos zenei tehetségkutató versenyt, melyet a ProArt Irodával közösen rendeztek meg.
A zenekar énekese Auguszt Bárió 2010 - ben felkérést kapott Cserháti Zsuzsa studio albumának megírására, így készült el a tragikus sorsú énekesnő Add a kezed c.utolsó studio albuma, melyen Bárió Czomba Imre zeneszerző producerrel dolgozott együtt.
Az Ad studio 2016 - tól ismét magára és egymásra talált, ezt jelzik a fesztivál meghívások és fellépések napjainkban is az egész országban.
Bárió évente jelentetett meg egy- egy dalt , így 2016 - ban a Színes Pillangók c. szerzeményt, melyet édesapja emlékének ajánlott.

## Albumok
| Év   | Album                            | Legmagasabb helyezés                   | Minősítés |
| Év   | Album                            | MAHASZ Top 40 album- és válogatáslemez | Minősítés |
| ---- | -------------------------------- | -------------------------------------- | --------- |
| 1991 | Álmaimban Amerika…               | 2                                      |           |
| 1992 | Revolver… nélkül                 | -                                      |           |
| 1992 | Shakespeare vagy amit akartok    | 24                                     |           |
| 1998 | Most szeress                     | -                                      |           |
| 1999 | Páratlan páros                   | 32                                     |           |
| 2000 | A nap szerelmese                 | 6                                      |           |
| 2001 | Spirit Dance (Remixek)           |                                        |           |
| 2002 | No.1 Hits                        |                                        |           |
| 2008 | Jóska menni Amerika - Immigrants |                                        |           |
| 2010 | Aranyalbum                       |                                        |           |